# Bryan Hein
Bryan-Anthony Chibuike Hein (* 25. September 2001 in Hamburg) ist ein deutscher Fußballspieler, der seit seiner Kindheit beim Hamburger SV spielte und zuletzt beim SSV Jahn Regensburg unter Vertrag stand.

## Karriere
Hein wurde 2009 in das Nachwuchsleistungszentrum des Hamburger SV aufgenommen und durchlief seither alle Jugendmannschaften. Mit den B1- (U17) und den A-Junioren (U19) spielte er in der B-Junioren- bzw. A-Junioren-Bundesliga Nord/Nordost. In der Saison 2019/20, seiner letzten Spielzeit bei den Junioren, spielte der Linksverteidiger neben 6 Einsätzen bei der U19 bereits 4-mal für die zweite Mannschaft (U21) in der viertklassigen Regionalliga Nord, ehe sowohl die A-Junioren-Bundesliga als auch die Regionalliga Nord aufgrund der COVID-19-Pandemie im Frühjahr unter- und später abgebrochen wurden. In dieser Zeit war Hein Teil einer zusätzlichen Trainingsgruppe aus Spielern der U19 und zweiten Mannschaft, die bei Infizierungen von Spielern des Profikaders von Dieter Hecking mit dem SARS-CoV-2-Coronavirus hätten einspringen sollen.
Zur Saison 2020/21 rückte Hein fest in den Kader der zweiten Mannschaft auf. Ab Anfang August nahm der Linksverteidiger unter dem neuen Cheftrainer Daniel Thioune an der Vorbereitung der Profimannschaft teil, die einen Monat nach der zweiten Mannschaft mit dem Training begann. Fortan ergab sich die Problematik, dass nur die Profimannschaft regelmäßig auf das Coronavirus getestet wurde. Um Hein besser fördern zu können, entschied man sich, ihn gemeinsam mit Jonah Fabisch und dem Torwart Leo Oppermann in die Testgruppe aufzunehmen. Dies führte dazu, dass die drei Spieler ausschließlich mit der Profimannschaft trainieren und nur die Spiele mit der zweiten Mannschaft absolvieren durften. Allerdings konnten Hein und Fabisch an manchen Spielformen nicht teilnehmen, wenn alle Spieler fit waren, und mussten daher neben der Mannschaft individuelle Übungen absolvieren. Nach der Länderspielpause im November entschied Thioune, Hein und Fabisch wieder in die zweite Mannschaft zu schicken und stattdessen deren U21-Teamkollegen Moritz Kwarteng und Ogechika Heil eine Chance im Profitraining zu geben. Laut Thioune hätten die beiden niemanden im Profikader „überholt“, was für ihn eine Voraussetzung sei, in diesem bleiben zu können. Bis dahin hatte es der 19-Jährige in der 2. Bundesliga auf 2 Nominierungen in den Spieltagskader gebracht, als der einzige etatmäßige Linksverteidiger und Kapitän Tim Leibold verletzt ausgefallen war. Dieser wurde einmal durch den Innenverteidiger bzw. „Sechser“ Moritz Heyer vertreten, ehe Thioune im zweiten Spiel ohne Leibold auf eine Dreierkette umstellte. Da die Regionalliga Nord aufgrund der Corona-Pandemie ab November 2020 pausieren musste, konnte Hein, der bis dahin 9 Regionalligaspiele absolviert hatte, keine weitere Spielpraxis sammeln. Nach den längerfristigen Verletzungen des Innenverteidigers Toni Leistner und des Außenverteidigers Josha Vagnoman kehrte er Anfang Februar 2021 vorübergehend in den Profikader zurück. Zu einer Nominierung in den Spieltagskader reichte es allerdings nicht und auch in der Regionalliga kamen keine weiteren Einsätze dazu, da der Spielbetrieb endgültig abgebrochen wurde.
In der Saison 2021/22 stand Hein ausschließlich im Kader der zweiten Mannschaft, da der neue Cheftrainer der Profis, Tim Walter, ebenfalls keine Verwendung für ihn fand. Er absolvierte 26 Regionalligaspiele (24-mal von Beginn). In der Saison 2022/23 folgten 32 Einsätze (ein Tor). Dabei stand Hein, der nun auch als Innenverteidiger eingesetzt wurde, stets in der Startelf und trug somit einen großen Anteil zur Vizemeisterschaft bei. Anschließend verließ er den HSV nach 14 Jahren mit seinem Vertragsende.
Zur Saison 2023/24 wechselte der 21-Jährige in die 3. Liga zum SSV Jahn Regensburg. Er unterschrieb beim Absteiger einen Vertrag bis zum 30. Juni 2025. Unter Joe Enochs absolvierte Hein 29 Drittligaspiele, stand jedoch nur 7-mal in der Startelf. Die Regensburger beendeten die Spielzeit auf dem 3. Platz und stiegen in der Relegation gegen den SV Wehen Wiesbaden in die 2. Bundesliga auf; Hein wurde in beiden Spielen kurz vor dem Spielende eingewechselt. Im Sommer 2025 verließ er Jahn Regensburg.

## Erfolge
- Aufstieg in die 2. Bundesliga: 2024